# Lycianthes testacea
Lycianthes testacea är en potatisväxtart som först beskrevs av Otto Eugen Schulz, och fick sitt nu gällande namn av Sandra Diane Knapp. Lycianthes testacea ingår i Himmelsögonsläktet som ingår i familjen potatisväxter. Inga underarter finns listade i Catalogue of Life.